# Gipfel von Paris 1972
Der Gipfel von Paris war ein Gipfeltreffen der Staats- und Regierungschefs der Mitgliedstaaten der Europäischen Gemeinschaften vom 19. bis 21. Dezember 1972 in Paris.
Dabei wurde erstmals bekräftigt, die Europäische Wirtschaftsgemeinschaft der Römischen Verträge zu einer politischen Union ausweiten zu wollen. Auch die Europäische Wirtschafts- und Währungsunion sollte gemäß dem Werner-Plan bis 1980 vollendet werden. Die Gemeinschaft entscheidet nun in neuen Politikfeldern, und zwar der Regional-, Industrie-, Wissenschafts- und Technologie-, Umweltschutz- und Energiepolitik.
Ähnliche Gipfeltreffen der Staats- und Regierungschefs wurden 1973 in Kopenhagen und 1974 in Paris wiederholt.